# Prestige, Paranoia, Persona Vol. 2
Prestige, Paranoia, Persona Vol. 2 er det syvende studiealbum fra den danske rapper L.O.C.. Albummet udkom den 1. oktober 2012, blot et halvt år efter udgivelsen af Prestige, Paranoia, Persona Vol. 1. Vol. 2 udgives i samarbejde med Dansk Røde Kors, der modtager hele overskuddet af salget, hvilket blev den største enkeltmandsdonation dertil i Danmark.
Albummet udkom til salg tre forskellige versioner: Som download udgave, en dobbelt-CD udgave sammen med Vol. 1, og endelig en signeret udgave af dobbeltalbummet sammen med en L.O.C.-mønt, der er fremstillet i 500 eksemplarer. Prestige, Paranoia, Persona Vol. 2 debuterede på førstepladsen af hitlisten, og modtog guld for 10.000 solgte eksemplarer i den første uge. I slutningen af januar 2013 modtog albummet platin for 20.000 solgte eksemplarer.
Albummets første single, "Helt min egen" (sammen med sangerinden Barbara Moleko) udkom den 6. august 2012. Singlen toppede den danske single-hitliste, og modtog i december 2012 platin for 30.000 downloads.

## Spor
Alt tekst skrevet af Liam O'Connor, undtagen "Ekstravagant" skrevet af Liam O'Connor, Marc Johnson og Ausamah Saeed. 
| #   | Titel                                         | Producer(e) | Længde |
| --- | --------------------------------------------- | ----------- | ------ |
| 1.  | "Praelūdium"                                  | Es          | 4:05   |
| 2.  | "Ærlig"                                       | Es          | 5:05   |
| 3.  | "Helt min egen" (featuring Barbara Moleko)    | Farhot, Es* | 3:31   |
| 4.  | "Testamente"                                  | Es          | 3:01   |
| 5.  | "Hades"                                       | Es          | 3:33   |
| 6.  | "Ekstravagant" (featuring USO & Marc Johnson) | Es          | 4:30   |
| 7.  | "Metanoia"                                    | Es          | 3:39   |
| 8.  | "Ode til kvinde Pt. II"                       | Es          | 4:56   |
| 9.  | "Tatoveringer & Minder"                       | USO, Es*    | 4:06   |
| 10. | "Langsomt"                                    | Es          | 3:21   |

Noter
- (*) angiver co-producer.

## Hitlister og certificeringer
| Hitliste (2012) | Højeste placering |
| --------------- | ----------------- |
| Danmark         | 1                 |

| Hitliste (2012) | Placering |
| --------------- | --------- |
| Danmark         | 12        |

| Land (Organisation) | Certificering |
| ------------------- | ------------- |
| Danmark (IFPI)      | Platin        |